# Infrasoinuak
Infrasoinuak (en català "Infrasons") és el novè àlbum d'estudi de Berri Txarrak. La gravació del qual s'inicià amb la proposta de Bill Stevenson de gravar al seu estudi personal un àlbum de Berri Txarrak complet, tres any després que la gravació del triple EP Denbora Da Poligrafo Bakarra fos en canvi a tres estudis diferents un per cada EP que formaven aquell àlbum.
El dia 21 d'agost Bill Stevenson (Descendents, Black Flag…) s'anuncià a través d'un vídeo a YouTube que Berri Txarrak estava en plena gravació del seu novè àlbum als estudis Blasting Room de Fort Collins (Colorado, Estats Units). Gorka Urbizu explicaria que la gravació d'aquest nou àlbum però ja s'havia proposat durant la participació de Berri Txarrak com a convidats a obrir la gira sud-americana Hypercaffium Spazzinate de Descendents. Al finalitzar aquell concert explica Gorka que Bill se'ls va acostar els va abraçar i els va convidar a de nou gravar a l'estudi on ja havien gravat l'any 2014 el tercer EP de Denbora Da Poligrafo Bakarra anomenat XAKE-MATE KULTURAL BAT. En un principi decidiren que la cançó "DARDARAREN BAT" ("Algun tremolor") seria la primera cançó i "ZORIONAREN LOBBYA" ("El lobby de la felicitat") l'última de l'àlbum. El dimecres 18 d'octubre publicaren el primer single del nou novè àlbum anomenat "Infrasoinuak" i que serví també per anunciar el 24 de novembre de 2017 com a data de publicació del nou àlbum que s'anomenaria també "Infrasoinuak" i que el publicaria Only In Dreams el propi segell de la banda. I a la mitjanit del 17 de novembre anunciarien la publicació del segon single "Spoiler!".
Tot i que el 24 de novembre de 2017 publicarien finalment Infrasoinuak, el 22 de novembre Gorka Urbizu anuncià que la gira de presentació del disc començaria a inicis de l'any 2018 i que girarien per Àsia (Corea, Xina, Tailàndia, Hong-Kong), Australià, i Japó; i que no farien gira europea i fins al març d'aquell mateix any que actuarien a Barcelona, Bilbao i Madrid respectivament en concerts dedicats a presentar el nou àlbum.
El títol de l'àlbum es refereix als infrasons i sobretot al prefix "infra" en al·lusió als col·lectius minoritzats que han de fer el doble de soroll per fer-se escoltar, de com la cultura col·lectiva ha perdut interès i fos un infrasò.

## Llista de cançons
| Núm.          | Títol               | Durada |
| ------------- | ------------------- | ------ |
| 1.            | «Dardararen Bat»    | 3:32   |
| 2.            | «Zuri»              | 3:43   |
| 3.            | «Infrasoinuak»      | 3:52   |
| 4.            | «Spoiler!»          | 3:37   |
| 5.            | «Zaldi Zauritua»    | 2:52   |
| 6.            | «Beude»             | 2:59   |
| 7.            | «Hozkia»            | 2:40   |
| 8.            | «Sed Lex»           | 1:50   |
| 9.            | «Katedral Bat»      | 3:28   |
| 10.           | «Zorionaren Lobbya» | 3:50   |
| Durada total: | Durada total:       | 32:27  |